# Harrison Verrett
Harrison Verrett (auch Harrison Verret, * 27. Februar 1907 in Napoleonville, Louisiana; † 13. Oktober 1965) war ein US-amerikanischer Jazzmusiker (Gitarre, Banjo).

## Leben und Wirken
Harrison Verrett spielte u. a. mit Papa Celestin und Kid Ory; er war der Schwager und musikalische Mentor von Fats Domino, dem er die Grundlagen des Klavierspiels beibrachte. Verrett wirkte im Bereich des Jazz zwischen 1947 und 1962 bei 12 Aufnahmesessions mit, u. a. bei Dave Bartholomew (Stack-a-Lee, 1950), Kid Sheik Colas Storyville Ramblers (1961) und Leon T. Gross.